# Isotoma hiemalis
Isotoma hiemalis (лат.) — вид коллембол рода Isotoma (Desoria) из семейства изотомид (Isotomidae). Европа.

## Описание
Мелкие коллемболы (2—3 мм) с длинной прыгательнйо вилкой. Мезофильный лесной вид, который населяет подстилку, почву и мхи. Обычный или редкий. Отмечен в следующих регионах: много находок в Северной и Средней Европе, а также в Сербии, Словении и Украине.